# Belonogaster lateritia
Belonogaster lateritia är en getingart som beskrevs av Gerst. 1857. Belonogaster lateritia ingår i släktet Belonogaster och familjen getingar. Inga underarter finns listade.